# Song of seven
Song of seven is het tweede studioalbum onder de naam van Jon Anderson.

## Inleiding
Zijn eerste studioalbum werd uitgegeven tijdens een rustpauze van Yes dat al jaren een regime had van opnemen, toeren, rusten en opnemen etc. De band had er even genoeg van en van elk lid zou een soloplaat volgen. De band maakte een frisse doorstart met Going for the One (1977), maar die was van korte duur want tijdens Tormato (1978) was de fut er alweer uit. Het leidde ertoe dat er bij de opnamen van Drama ruzie in de tent kwam en Anderson en Rick Wakeman terzijde werden geschoven ten faveure van Trevor Horn en Geoff Downes. 
Anderson begon toen maar weer aan een soloalbum en nam al wat geschreven muziek mee naar dat album. Een vooruitzicht op een hereniging zat er niet in (Yes zou vanaf dan bijna bij elk album een andere samenstelling hebben). Hij verzamelde musici om zich heen, waarvan een deel hem zou ook begeleiden bij optredens; er kwam zelfs een naam New Life Band. Anderson kon vanwege zijn bekendheid kiezen tussen een reeks gerenommeerde musici waaronder Morris Pert (percussie) en Dick Morrisey (saxofoon).  

## Musici
- Jon Anderson – zang (alle), akoestische gitaar (track 2). toetsinstrumenten (1, 7, 8), harp (9)
- Ronnie Leahy – toetsinstrumenten (alle)
- Damian Anderson (zoon van) – toetsen (5), kinderstem (9)
- Ian Bairnson – gitaar (1-3, 5-8), basgitaar (2), achtergrondzang (2); Bairnson was bekend uit Pilot en The Alan Parsons Project
- Clem Clempson – gitaar (4, 9), uit Humble Pie
- John Giblin – fretloze basgitaar (1-3, 6-9)
- Jack Bruce – basgitaar (4)
- Mel – basgitaar (6, verder onbekend gebleven)
- Morris Pert – drumstel, percussie (1-3, 5-7, 9), Pert was bekend uit Brand X
- Simon Phillips – drumstel (4), brak pas later door, onder meer bij Toto
- Dick Morrissey – saxofoon (2,4,) bekend van Pink Floyd
- Johnny Dankworth – altsaxofoon (3)
- Chris Rainbow – achtergrondzand (2-4, 6, 8, 9) van Alan Parson Project
- Deborah Anderson (dochter) – achtergrondzang (9)
- Jade Anderson (dochter van, Petite jade Genevieve) – kinderstem (9)
- Demé Strijkkwartet onder leiding van David Ogden
- Korg - drummachine

## Muziek
| Nr. | Titel                                 | Duur |
| --- | ------------------------------------- | ---- |
| 1.  | For you for me (Anderson)             | 4:21 |
| 2.  | Some are born (Anderson)              | 4:03 |
| 3.  | Dont’forget (nostalgia) (Anderson)    | 2:59 |
| 4.  | Heart of the matter (Anderson, Leahy) | 4:18 |
| 5.  | Hear it (Anderson)                    | 1:48 |

| Nr. | Titel                          | Duur  |
| --- | ------------------------------ | ----- |
| 1.  | Everybody loves you (Anderson) | 4:06  |
| 2.  | Take your time (Anderson)      | 3:07  |
| 3.  | Days (Anderson)                | 3:28  |
| 4.  | Song of seven (Anderson)       | 11:16 |

## Nasleep
Het album verkocht in het Vereniging Koninkrijk en de Verenigde Staten dermate goed, dat het de plaatselijk albumlijsten haalde (VK plaats 38, VS, plaats 143). Maar liefst vier singles leidden niet naar betere verkopen. Anderson ging met genoemde band op tournee, maar ook dat was niet van blijvende aard. Al tijdens de opname zou Anderson Yes-maatje Chris Squire ontmoeten en na het vertrek van Horn en Downes kwam het succesvolle Yes-album 90125 weer inclusief Anderson uit.

## Heruitgaven
Het album was ook enigszins populair in Japan want de eerste cd-persing kwam daar vandaan. In 2020 kwam er een nieuwe cd-persing op de markt bij retroplatenlabel Esoteric Recordings (met enkele bonustracks) waarbij Wouter Bessels van Progwereld de verschuiving van hoogdravende progressieve rock naar meer mainstream pop opviel; het is dan wel veertig jaar na het oorspronkelijke album. Paul Rijkens van IO Pages (en ook Bessels) wezen in 2020 ook op de invloed van Vangelis met wie Anderson destijds werkte. In hetzelfde jaar brachten zijn Short Stories uit dat commercieel veel succesvoller was dan dit album van Anderson alleen verscheen. Song of seven heeft een klassieke opbouw waarin motieven uit de eerdere tracks even terugkomen. 